# Via Didžioji
Via Didžioji (ovvero Grande) è una delle strade più antiche della città vecchia di Vilnius e collega il Palazzo dei Granduchi al municipio di Vilnius. La strada ha inizio dalla casa di Giuseppe Frank e dalla chiesa ortodossa di San Paraskeva e porta al municipio di Vilnius attraversando l'omonima piazza. Da quel punto, via Didžioji diventa nota come via Aušros Vartų.

## Descrizione
L'attrativa principale di tale strada è costituita dal municipio, che secondo la leggenda fu costruito sul luogo dove sette martiri francescani furono decapitati durante il regno del duca Algirdas. Sono inoltre presenti la chiesa ortodossa di San Nicola e la chiesa della Resurrezione, il cui edificio, con la sua facciata restaurata in stile gotico è stato consegnato al Centro di Ricerca sul Genocidio e sulla Resistenza della Lituania.
Nel 1522, Francysk Skaryna realizzò il primo libro stampato nella casa di via Didžioji (al numero civico 19) sul territorio del Granducato di Lituania.
Via Didžioji e via Pilies erano chiamate via del Grande Castello dal 1598. Nel periodo sovietico, insieme alle vie Castello e Porta dell'Alba, la strada venne chiamata per diversi decenni allo scrittore russo Maksim Gor'kij.
Tra i personaggi di spicco che hanno visitato la via rientrano Mikołaj Krzysztof Radziwiłł, Konstantinas Sirvydas, Cristina Gerhardi-Frank, Jan Karol Chodkiewicz, Napoleone Bonaparte, Sofia di Choiseul-Gouffier, Fëdor Dostoevskij.